# Rafael Flores
Rafael Leonardo Flores (nacido en Salcedo, República Dominicana, el 24 de abril de 1991) es un futbolista profesional dominicano. Se desempeña en el terreno de juego como centrocampista, y su actual equipo es el Cibao FC de la Liga Dominicana de Fútbol.

## Trayectoria
Su debut deportivo como atleta profesional fue en el año 2007 con el Club Deportivo Pantoja de la primera división de República Dominicana, donde logró coronarse en el 2012 como Campeón Nacional. En ese mismo tiempo recibió un llamado a la selección absoluta de la República Dominicana.
En el período 2011-2012 estuvo con el equipo Tempête FC, de Haití. Luego de terminar la temporada, al inicio del año 2013 recibió un llamado por el equipo Árabe Unido de Colón, Panamá. Flores forma parte de la Selección Nacional Superior del país, desde 2011. Previo a su regreso a República Dominicana para unirse a Cibao FC en el 2015, jugaba con Grenades FC Antigua & Barbuda.

## Palmarés
| Título                                             | Club                  | Año  |
| -------------------------------------------------- | --------------------- | ---- |
| Primera División de República Dominicana (campeón) | Club Atlético Pantoja | 2011 |
| Copa Dominicana de Fútbol (campeón)                | Cibao FC              | 2015 |
| Liga Dominicana de Fútbol (subcampeón)             | Cibao FC              | 2016 |
| Copa Dominicana de Fútbol (campeón)                | Cibao FC              | 2016 |
| Campeonato de Clubes de la CFU 2017 (campeón)      | Cibao FC              | 2017 |

## Clubes
| Club                  | País                 | Año             |
| --------------------- | -------------------- | --------------- |
| Club Atlético Pantoja | República Dominicana | 2007 - 2011     |
| Tempête FC            | Haití                | 2012 - 2013     |
| Árabe Unido           | Panamá               | 2013 - 2014     |
| Grenades FC           | Antigua y Barbuda    | 2014 - 2015     |
| Cibao FC              | República Dominicana | 2015 - presente |